# 三足歩行

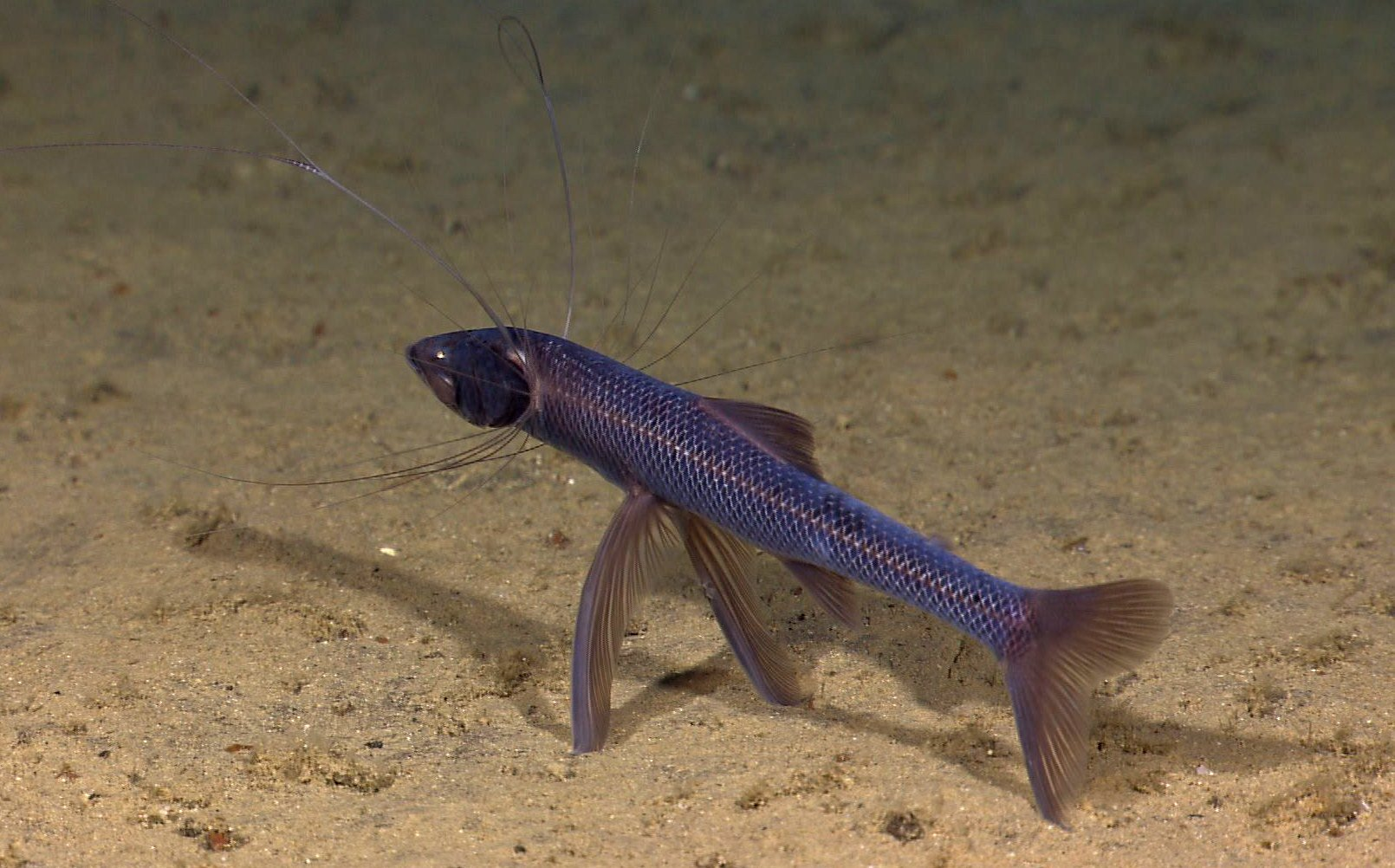
三脚の魚は、ヒレに由来する3本の棘を使用して海底で立つ。

三足歩行（さんそくほこう、英語: Tripedalism、ラテン語: tri = 3 + ped = 足）は、3本の脚を使用する歩行様式。オウムは、登山歩行中に三足歩行運動を示すと推測されているが、まだ科学文献で完全に文書化されていない。霊長類では、人類学者のKevin D. Hunt によって三足歩行が観察されている。動物が片方の手足で持ち物を掴んでいる時に行われる標準外の歩行である。オウム以外では、3本の足が標準的な既知の種は存在しないが、筋肉がある尾と2本の後ろ足に体重をかけることを交互に行うことができるカンガルーなどのいくつかのカンガルー科の動きは、三足歩行の例である。魚類では、三チョウチンハダカ科など三本足と言える魚もいる。これらの魚のいくつかの種は、2つの長い骨盤ひれと1つの尾びれを支えとして海底に横たわる。 

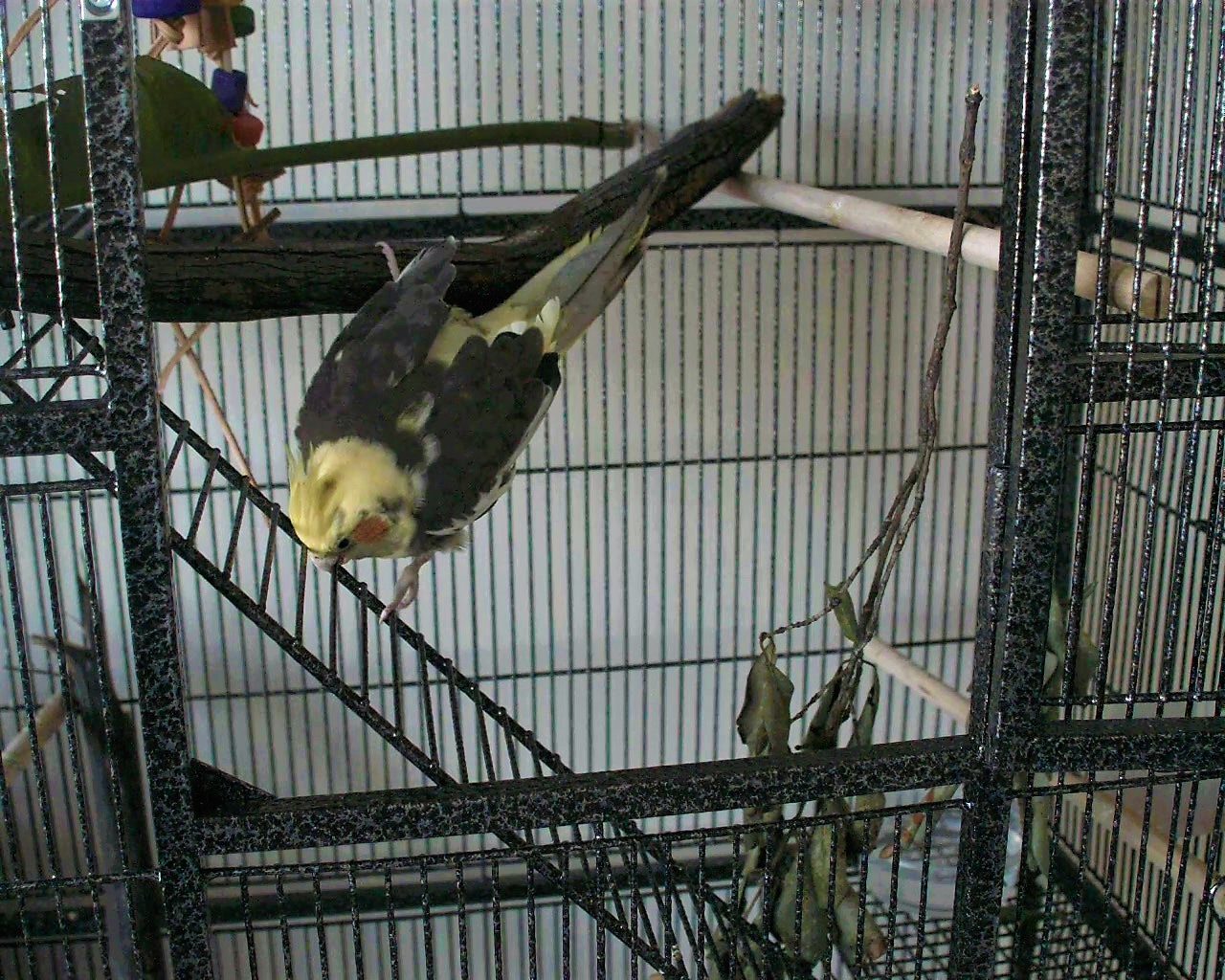
丸太からはしごに登るオカメインコ

三足歩行は、二足歩行動物の一般的な二足歩行および四足歩行動物の四足歩行とは対照的である。

## 四肢の切断および突然変異
四足歩行の動物が事故や病気などによって四肢を切断したことで三足歩行になることがある。適切な医療処置を行えば、これらの負傷した動物のほとんどは三足歩行でも普通の生活を送ることができるようになる。また、動物（ヒトを含む）の突然変異または先天異常などによって3本の脚が生じる場合もある。三本足の著名な人物にサイドショー芸人のフランク・レンティーニなどがいる。

## 三足歩行ロボット
三足歩行を行うロボットがいくつか研究されている。三足歩行をロボットの移動手段として見た場合、二足歩行の移動性と、四足歩行の安定性があると考えられている。三足歩行ロボットが移動する場合には、生物の歩行とは全く異なる歩行が可能である。考案できる歩行方法がいくつかある。
- 1本の足と２本の足を交互に使う歩行 - 人間が松葉杖を使った際の「2本の松葉杖→片足→2本の松葉杖→片足…」のように移動をする方法。
- 3本の足を互い違いに使う歩行 - 最初の1歩目は上記の松葉杖歩行と一緒だが、2歩目も同様に松葉杖歩行と同じ動きを行う。つまり、最初の1歩で進んだ方向からは少し斜めに移動し、脚の配置は最初と同じ状態に戻ることになる。これを繰り返すことで進む。足の付け根ごと一回転するため、胴体はある程度薄い必要があると推測される[6][7]。

## 神話や創作物に登場する三足歩行

### 神話・伝説
- 三足烏[8] - 東アジア圏の神話に見られる三本足の鳥。日本の八咫烏などがいる。
- スフィンクスの謎かけ - 古代ギリシャ神話では、スフィンクスがオイディプースに「朝は4本足、昼は2本足、夜は3本足。これは何か」と問い、「人間」と答えられて敗れる。
- 金蟾（中国語版） - 三脚蟾蜍(さんきゃくせんじょ)や銭カエルとも呼ばれる中国の神話上のカエル。金運効果のある置物としても売られている。

### 現代の創作物
- トライポッド (宇宙戦争)（英語版）  − H・G・ウェルズの小説『宇宙戦争』及び同作を原作としたラジオドラマや映画でエイリアンが搭乗する兵器。
- ゾーン（英語版） - TRPG「ダンジョンズ&ドラゴンズ』に登場するモンスター[9]。
- 生命体8472 - テレビドラマ『スタートレック:ヴォイジャー』に登場するエイリアン。

## 参照資料
1. ↑  A Comparative Survey of Climbing Robots and Arboreal Animals in Scaling Complex Environments, C. Webster, 2017
2. ↑  Hunt, Kevin D.; Cant, John G. H.; Gebo, Daniel L.; Rose, Michael D.; Walker, Suzanne E.; Youlatos, Dionisios (1996). “Standardized descriptions of primate locomotor and postural modes”. Primates 37 (4):  363–387. doi:10.1007/BF02381373.
3. ↑  oceancontent (2009年2月6日). “Tripod Fish”. 2016年9月29日閲覧。
4. ↑  “「売れ残り」から運命の猫になったソマ、転落事故で３本足に”.   Sippo. 2020年1月24日閲覧。
5. ↑  “3足歩行ロボットの開発”.   計測自動制御学会東北支部 第 190 回研究集会. 2020年1月24日閲覧。
6. ↑  “奇妙な動きをする3本足のロボット「STriDER」”.   Gigazine. 2020年1月24日閲覧。
7. ↑  “STriDER: Self-excited Tripedal Dynamic Experimental Robot”.   YouTube. 2020年1月24日閲覧。
8. ↑  Illustrated research essay Three-Legged Animals in Mythology and Folklore
9. ↑  “モンスターマニュアル　モンスター図鑑 ゾーン”.   D&D日本公式サイト. 2020年1月24日閲覧。